# 巴黎人道教礼拜堂

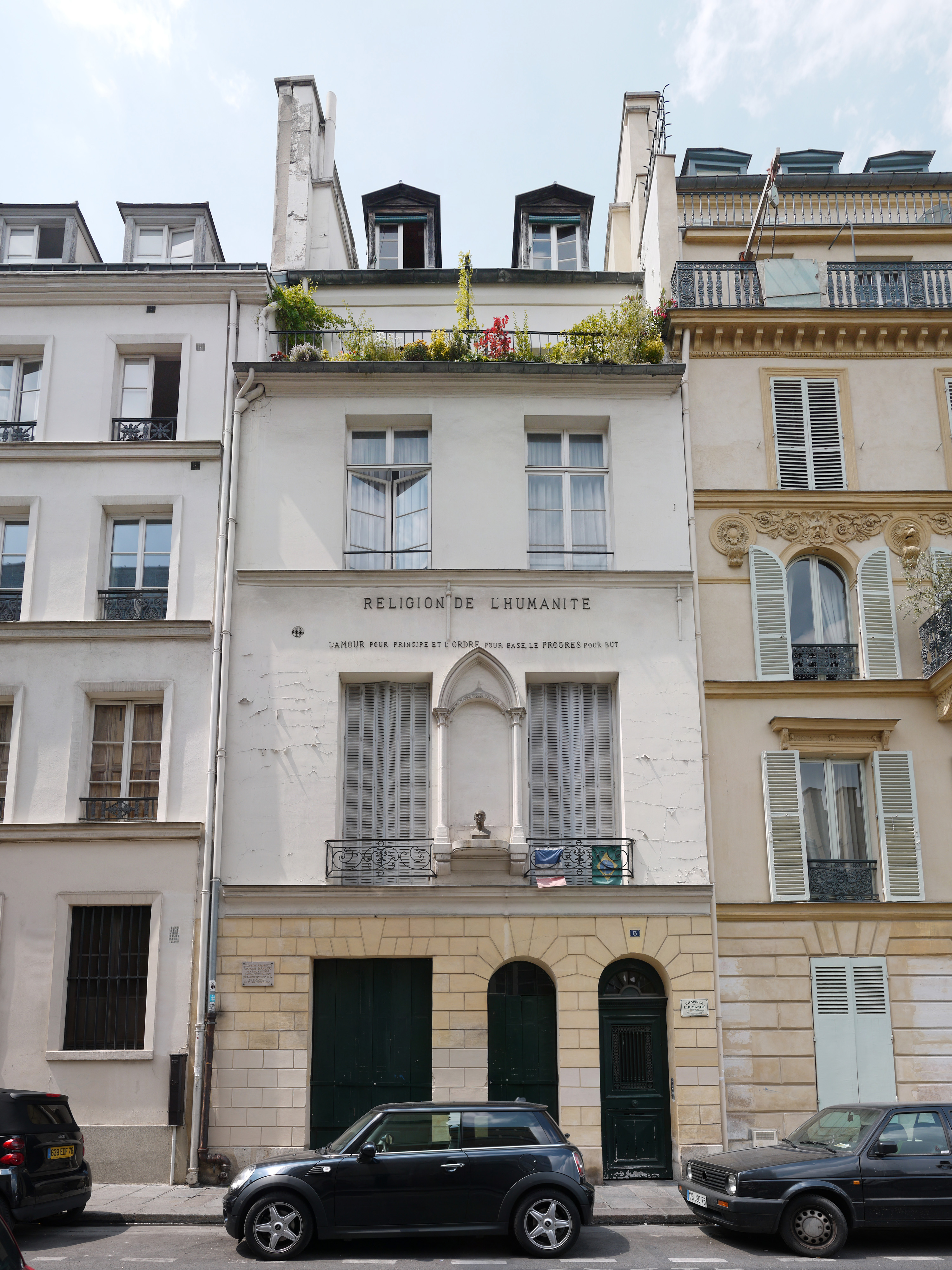

人道教礼拜堂（Chapelle de l’Humanité）是一座宗教建筑，位于法国巴黎第三区（玛黑区） rue Payenne 5号。, 人道教由法国哲学家奥古斯特·孔德创立，这是欧洲仅存的一座人道教礼拜堂。礼拜堂设于一座建于1642年的17世纪建筑中，由建筑师弗朗索瓦·芒萨尔设计，1905年经建筑师Gustave Goy改建，很少开放参观，只是有时在欧洲文化遗产日开放。.1982年，该建筑列为法国历史遗迹

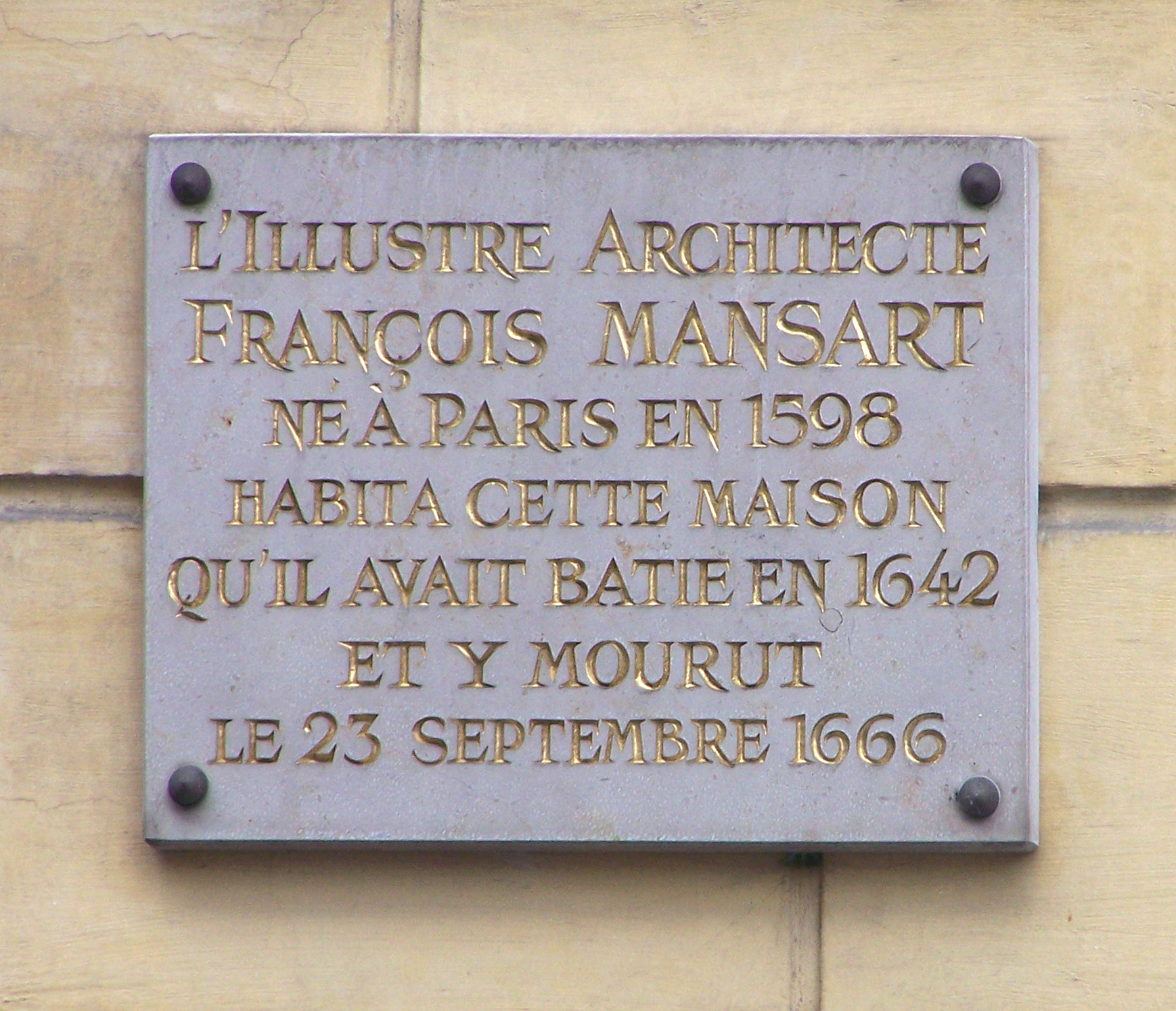

## 历史
1642年，建筑师弗朗索瓦·芒萨尔购买土地，在此建造自己的住所。他一直住在那里，直到1666年去世。
克洛蒂尔德·德沃（Clotilde de Vaux）是实证主义创始人奥古斯特·孔德的精神恋人和影响者，据说她于1846年4月去世住在这座建筑的三楼。
1897年，巴西的人道教领袖门德斯前往巴黎朝圣，寻找到这座房屋。1903年再次访问，收购了这座房屋。1904-1905年间，门德斯的朋友，建筑师 Gustave Goy 改建了沿街立面。布朗齐尔·奥古斯特·古格（Bronzier Auguste Gouge）制作一尊孔德半身像。

## 内部
礼拜堂墙上有14个拱门，上有13幅伟人画像，对应于奥古斯特·孔德制定的实证主义历法的13个月，分别是：摩西（最初的神权政体）、荷马（古代诗歌）、亚里士多德（古代哲学）、阿基米德（古代科学）、凯撒（军事文明）、圣保罗（天主教）、查理曼大帝（封建文明）、但丁（现代埃波佩）、古登堡（现代工业）、莎士比亚（现代戏剧）、笛卡尔（现代哲学）、腓特烈大帝（现代政治）、比沙（现代科学）。第十四道拱门是献给修女院长赫洛伊斯，代表孔德所珍视的女性的道德优势。

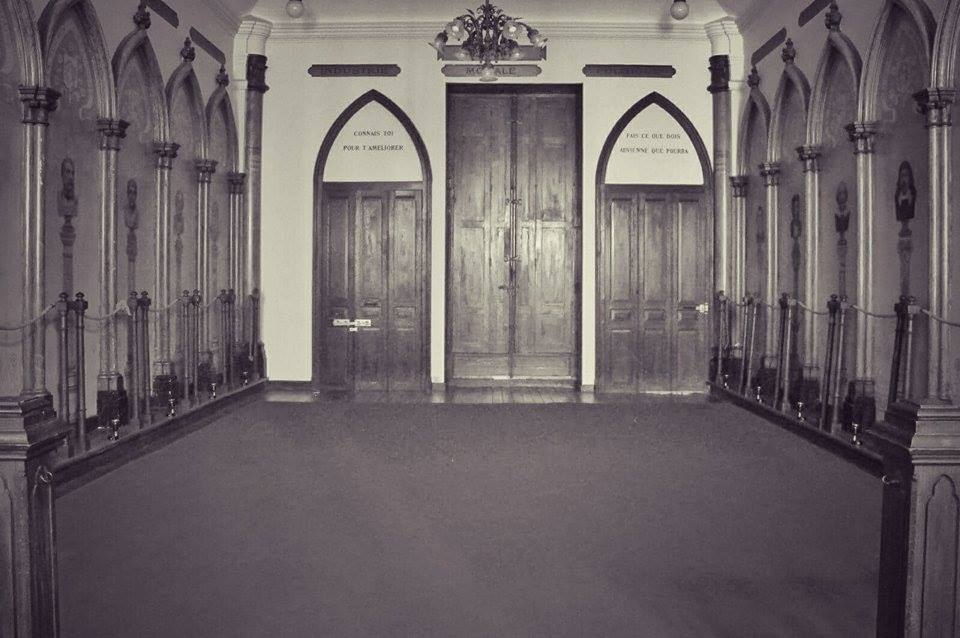

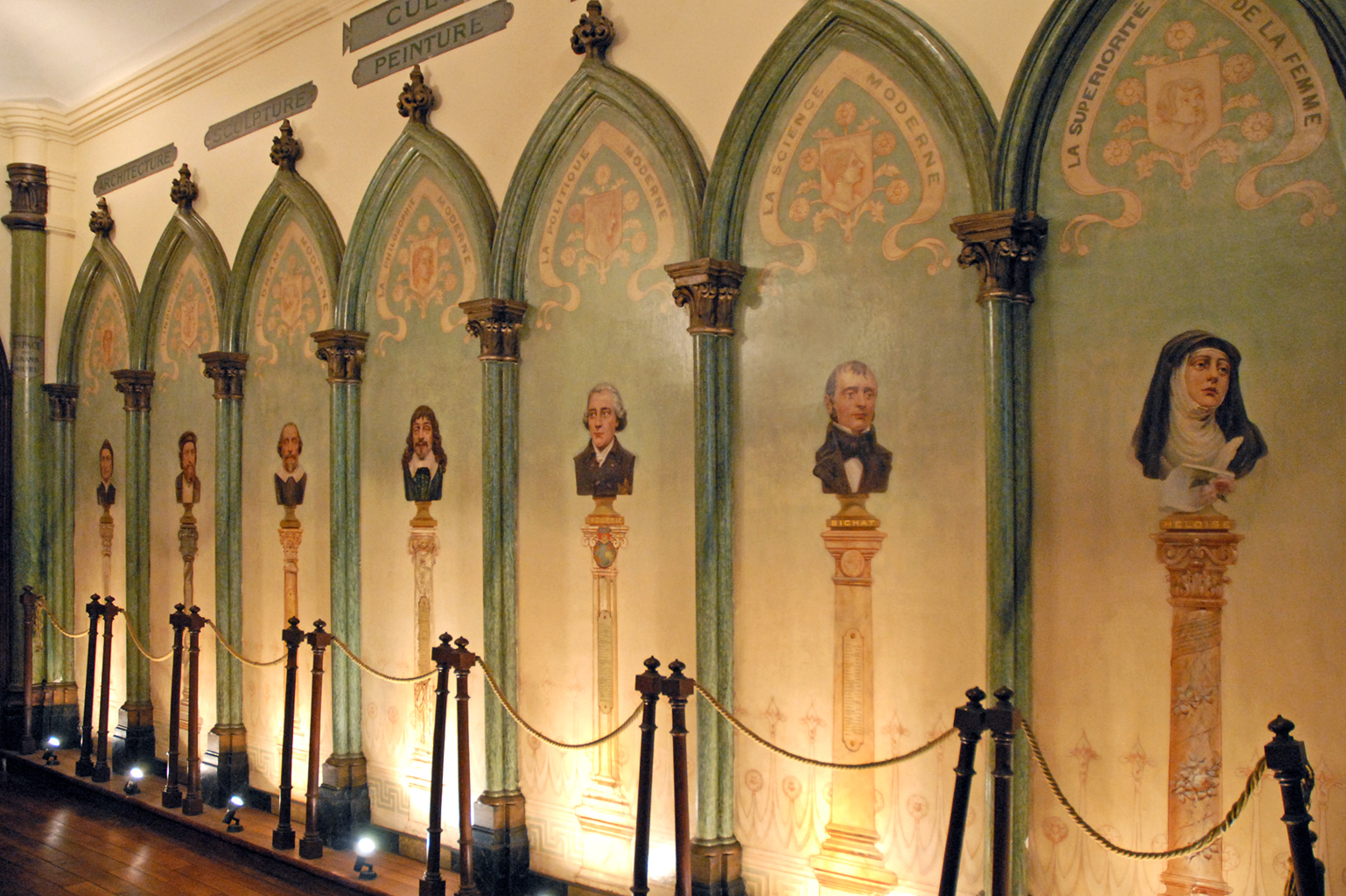

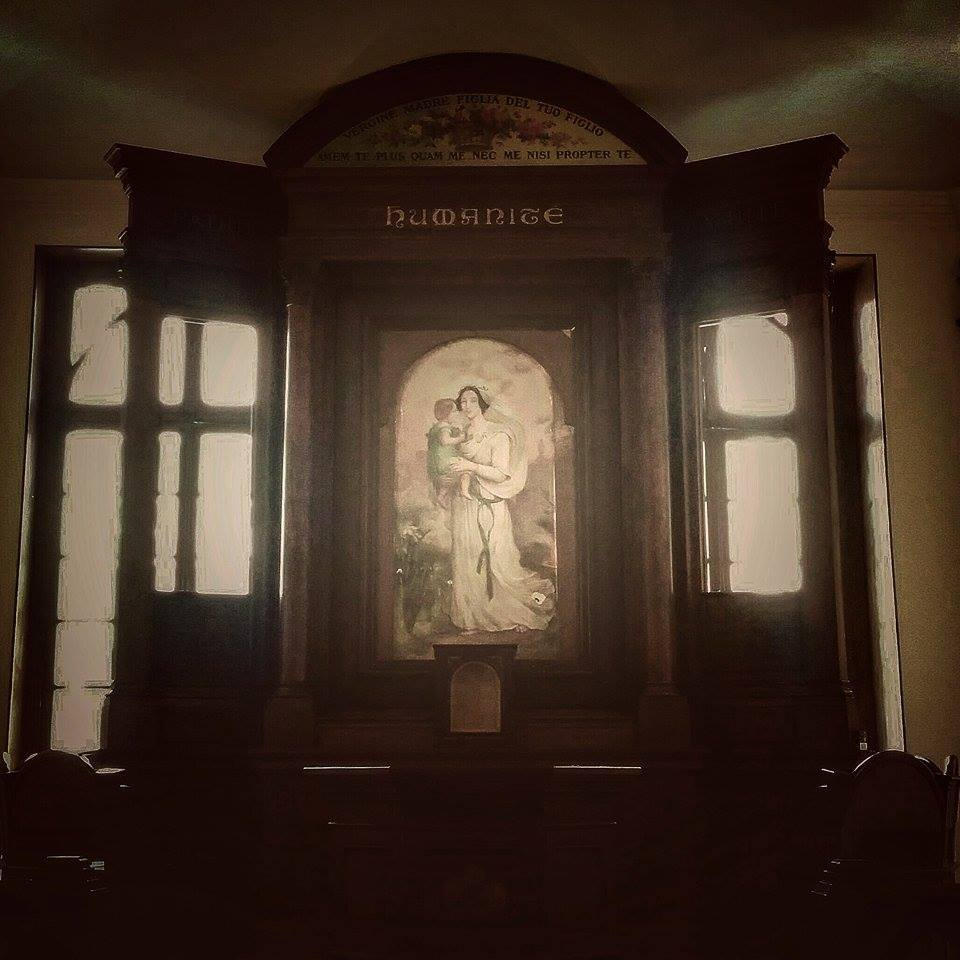